# Curtiss P-1
Die Curtiss P-1 Hawk war das erste Jagdflugzeug der US Army, welches die ab 1925 geltende Typenbezeichnung „P“ (Pursuit) anstatt der von 1919 bis 1924 verwendeten „PW“ (Pursuit, wassergekühlt) bekam. Werksbezeichnung war Curtiss Model 34.

## Geschichte und Konstruktion
Die einmotorige P-1 entstand aus der Curtiss XPW-8B, die im Juli 1924 eine Ausschreibung gegen die Boeing XPW-9 gewonnen hatte. Die erste Serien-P-1 wurde am 3. August 1925 an die US Army geliefert. Geliefert wurden zehn Maschinen von Typ P-1, es folgten 25 P-1A, 25 P-1B sowie 33 P-1C. Die Fertigung endete 1929. Die P-1 wurde 1930 von der Curtiss P-6 Hawk abgelöst. Unter dem wassergekühlten V-Motor hatte der Doppeldecker einen riesigen Kühler sowie ein starres Fahrwerk.

## Varianten
- P-1 Curtiss V-1150-1-Motor (435 PS).
- P-1A P-1 mit verbesserten Tragflächen usw.
- P-1B Curtiss V-1150-3-Motor (435 PS).
- P-1C Curtiss V-1150-5-Motor (435 PS).
- P-2 als Model 34B bezeichnet. Curtiss-V-1400-Motor mit 500 PS. Fünf gebaut, davon drei später zu P-1A umgebaut und eine zu XP-6[3].
- XP-3 eine aus P-1 umgebaute mit 390 PS leistendem Curtiss-R-1454-Sternmotor, später umgebaut in XP-3A
- XP-3A umgebaute XP-3 mit Pratt & Whitney R-1340-1 (410 PS)
- P-3A als Model 34N bezeichnet. 410 PS leistender Pratt & Whitney R-1340-7[4]
- XP-4 mit aufgeladenem Packard 1A-1530 (510 PS) ausgestattete P-1A
- XP-5 P-1A mit 435 PS leistendem Curtiss V-1150-3
- P-5 als Model 34L bezeichnet, Curtiss D-12F
- XP-17 Wright V-1460-3 Tornado (480 PS, luftgekühlt), diente hauptsächlich zur Erprobung des Motors[5]
- XP-21 umgebaute XP-3A mit Pratt & Whitney R-985 Wasp Junior[5]

- F6C-1 Model 34C Marineversion der P-1, nicht trägertauglich
- F6C-2 Model 34D Verstärkte Variante mit Fanghaken für den Trägereinsatz
- F6C-3 Model 34E verbesserte F6C-2
- XF6C-4 Model 34H Prototyp mit Sternmotor Pratt & Whitney R-1340 Wasp
- F6C-4 Model 34H Serienversion der XF6C-4

## Einsatzländer
Das Flugzeug wurde u. a. nach Bolivien, Chile, Japan und Kuba exportiert.

## Technische Daten
| Kenngröße              | Daten der P-1 Hawk                                            |
| ---------------------- | ------------------------------------------------------------- |
| Länge:                 | 6,91 m                                                        |
| Flügelspannweite:      | 9,63 m                                                        |
| Tragflügelfläche:      | 23,23 m²                                                      |
| Höhe:                  | 2,72 m                                                        |
| Antrieb:               | ein Curtiss D-12, V-1150, V12-Zylinder-Motor, 435 PS (330 kW) |
| Höchstgeschwindigkeit: | 257 km/h                                                      |
| Reichweite:            | 966 km                                                        |
| Besatzung:             | ein Pilot                                                     |
| Dienstgipfelhöhe:      | 6900 m                                                        |
| Leermasse:             | 955 kg                                                        |
| Startmasse:            | 1330 kg                                                       |
| Bewaffnung:            | 1 × Browning-MG Kaliber .30, 1 × Browning-MG Kaliber .50      |